# Labangan
Labangan ist eine philippinische Stadtgemeinde in der Provinz Zamboanga del Sur. Sie hat 41.790 Einwohner (Zensus 1. August 2015).

## Baranggays
Labangan ist politisch in 25 Baranggays unterteilt.
| - Bagalupa - Balimbingan (West Luya) - Binayan - Bokong - Bulanit - Cogonan - Combo - Dalapang - Dimasangca - Dipaya - Langapod - Lantian - Lower Campo Islam (Pob.) | - Lower Pulacan - Lower Sang-an - New Labangan - Noboran - Old Labangan - San Isidro - Santa Cruz - Tapodoc - Tawagan Norte - Upper Campo Islam (Pob.) - Upper Pulacan - Upper Sang-an |